# 東區泛民會議
東區泛民主派會議，是為嚮應香港立法會民主派會議的建議，於地區上加強合作，遂於18區成立地方協調平台而組成。東區民主派區議員為打破建制派在東區區議會長期壓倒性的壟斷及控制地區資源，逐建立聯合行動及協調平台。現由泛民主派東區區議會議員組成，截至2021年7月區議員辭職潮前，共有32位議員參與。

## 簡介
平台寄望組成「影子地區議會」，初定每兩個月開會一次。副召集人趙家賢博士指出平台之四大工作為：監察議會運作、資源有效運作、推動區政改革、促進公民參與。
現時平台共有17名代表，參與政黨及組織包括民主黨、公民黨、工黨、東區居民同樂社、柴灣社區關注組。

## 成員
- 召集人: 黎志強（翡翠選區議員、公民黨成員、東區區議會主席）
- 副召集人、發言人：趙家賢博士（太古城西選區議員、民主黨成員、東區區議會副主席）

2019年區議會選舉前之部份成員
- 徐子見（漁灣選區議員）^
- 古桂耀（翠灣選區議員）^
- 王振星（太古城東選區議員、太古社區工程召集人）
- 麥德正（西灣河選區議員、工黨副主席）
- 梁兆新（康山選區議員、公民黨成員）
- 梁穎敏（康怡選區議員、公民黨成員）
- 張國昌（南豐選區議員、民主黨成員）
- 鄭達鴻（丹拿選區議員、公民黨成員）
- 蘇逸恒（愛秩序灣選區社區主任、民主黨成員）
- 谷傑斐（上耀東選區社區主任、民主黨成員）
- 何偉倫（下耀東選區社區主任、工黨成員）
- 樂活鰂魚涌
- 張駿邦社工（柴灣社區關注組發起人）

^於2018退出會議

## 事件

### 2018年
1月23日，東區泛民主派會議舉行記者會批評建制派為「成功爭取」該線，犧牲現有巴士服務。新巴8H使用6部巴士行走，由往來耀東至灣仔北的2A及小西灣往來北角的82各抽調三部巴士。東區泛民主派會議就8H落實情況進行調查，協助調查的公共運輸研究組項目經理鄭衍祺指，調查發現82的脫班率大增，班次數目亦由有所減少，在柴灣便告滿座的情況增加。鄭衍祺指82收費只是$4.1，巴士公司是迫令乘客使用較貴的8H（$5.2）。並要求運輸署及新巴補回遭削減的2A及82巴士，並延長8H服務時間配合探病時間。他們又建議分拆路線，分開處理柴灣／小西灣，以及筲箕灣、西灣河至北角兩線，以增加吸引力。